# Olympische Jugend-Sommerspiele 2010/Teilnehmer (Palau)
| Gelbes Symbol für Goldmedaillen mit stilisierten Olympischen Ringen | Graues Symbol für Silbermedaillen mit stilisierten Olympischen Ringen | Braundes Symbol für Bronzemedaillen mit stilisierten Olympischen Ringen |
| ------------------------------------------------------------------- | --------------------------------------------------------------------- | ----------------------------------------------------------------------- |
| —                                                                   | —                                                                     | —                                                                       |

Die Jugend-Olympiamannschaft aus Palau für die I. Olympischen Jugend-Sommerspiele vom 14. bis 26. August 2010 in Singapur bestand aus vier Athleten. Sie konnten keine Medaille gewinnen.

## Athleten nach Sportarten

### Gewichtheben
Jungen
- Mavrick Faustino
Klasse bis 63 kg: 8. Platz

### Leichtathletik
| Mädchen - Rubie Joy Gabriel 100 m: 26. Platz | Jungen - Rodman Teltull 100 m: 23. Platz |

### Schwimmen
Mädchen
- Maria Gibbons
50 m Freistil: 51. Platz
100 m Freistil: 51. Platz